# Порта на свободата
Портата на свободата е мемориален монумент, посветен на жертвите на комунизма, построен до крепостта Девин, Словакия, в близост до границата с Австрия, на брега на река Дунав.
Монументът представлява бетонна порта с разкъсана метална врата и следи от куршуми. Мемориален паметник е за повече от 400 мъже и жени, които са застреляни в опит да избягат в Австрия по време на Студената война и целия период 1948 – 1989 година. По това време там минава границата между Чехословакия и Австрия, която е силно охранявана. На брега е имало наблюдателни кули, телени огради и военни установки.
Мемориалът е открит през 2005 година. Създаден е по инициатива на Института за Национална памет в Словакия.
Всяка година на 17 ноември – Денят за борба за свобода и демокрация на Мемориала се поднасят цветя от политици и граждани и има мемориално честване на борбата за демокрация – отбелязва се датата 17 ноември 1989 година.
Адрес: Slovanské nábrežie, 84110 Devín